# Maria Niedzielska

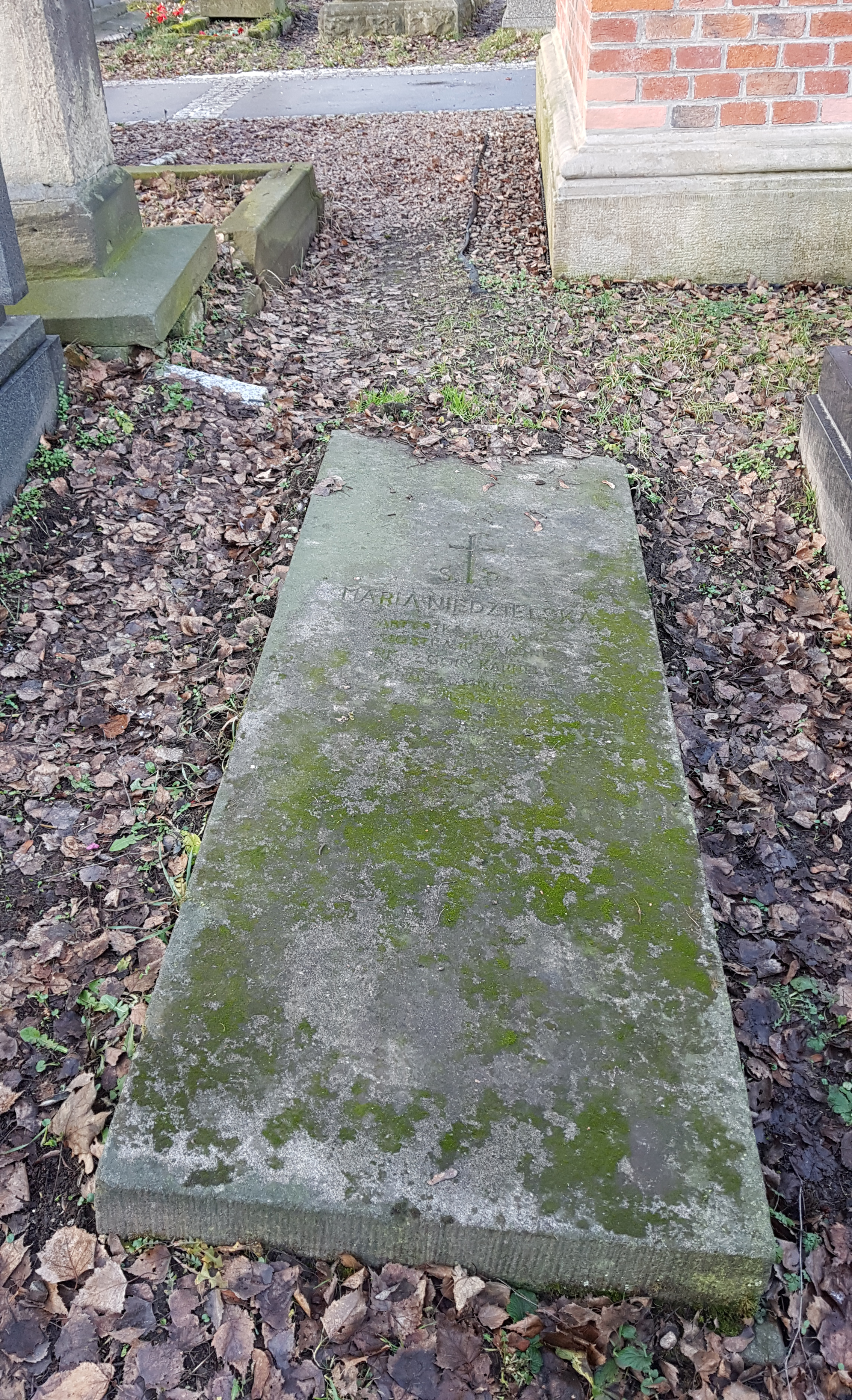
Grób Marii Niedzielskiej na cmentarzu Rakowickim

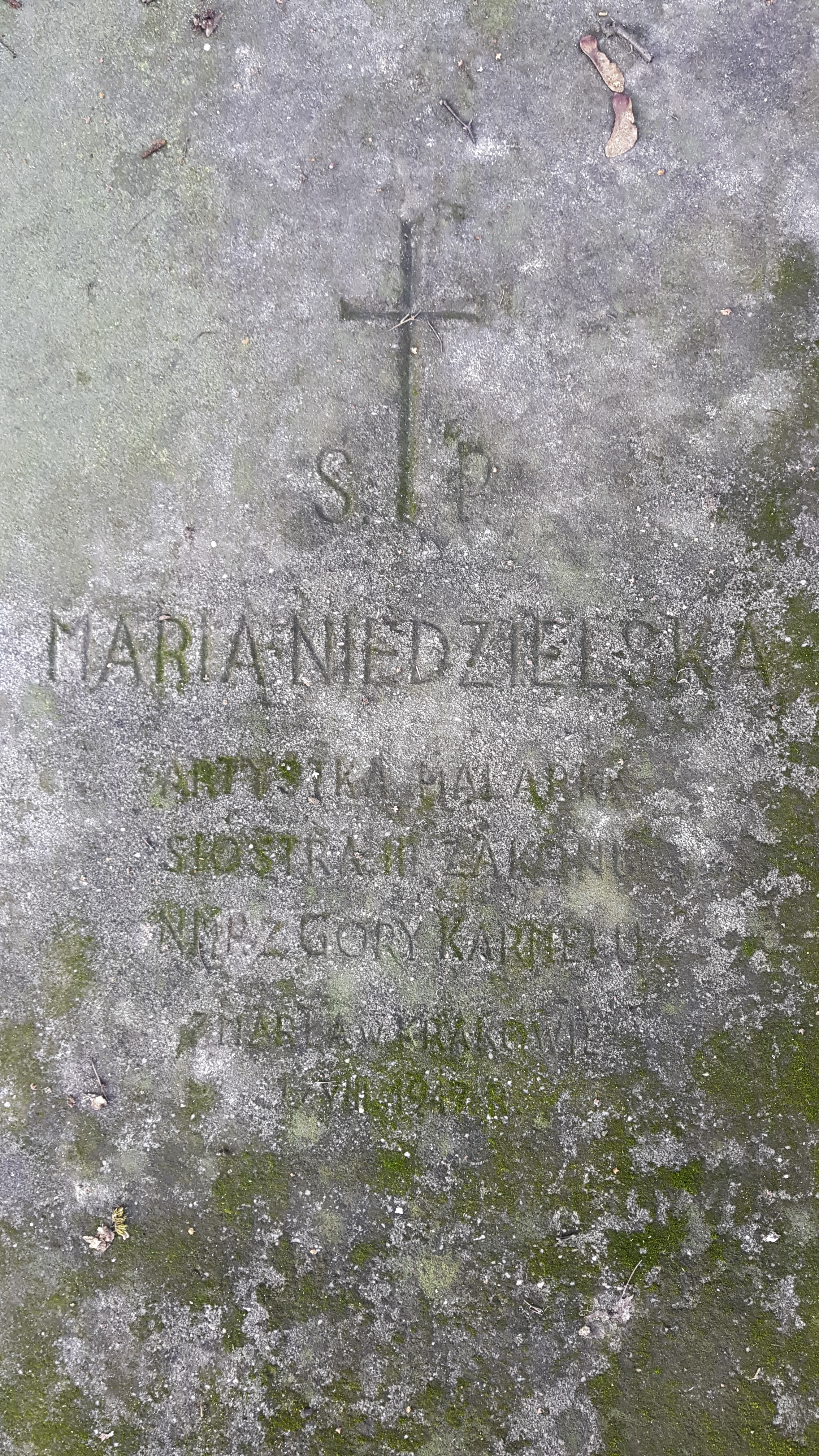
Inskrypcja na grobie Marii Niedzielskiej.

Maria Niedzielska (ur. 5 kwietnia?/17 kwietnia 1876 w Żytomierzu, zm. 17 sierpnia 1947 w Krakowie) – malarka, pedagożka, założycielka Szkoły Sztuk Pięknych dla Kobiet Marii Niedzielskiej w Krakowie.

## Życiorys
Córka Katarzyny i Adama. Pierwsze lekcje rysunku i malarstwa pobierała w Kijowie w szkole, która była filią Akademii Sztuk Pięknych w Petersburgu. Po przyjeździe do Krakowa zapisała się na lekcje do Szkoły Sztuk Pięknych dla Kobiet Toli Certowiczówny, gdzie w czasie wystawy w 1900 roku otrzymała złoty medal.
W listopadzie 1900 roku razem z innymi uczennicami malarstwa: Niną Bobieńską, Emilią de Laveaux Karcz (Karczowa), Wandą Nusbaum, Marią Czajkowską, Jadwigą Malinowską (Gałęzowska), Celiną Wiśniewską i Emilią Maury-Cybulską napisała petycję z prośbą o dopuszczenie kobiet do studiów w Akademii Sztuk Pięknych w Krakowie w charakterze wolnych słuchaczek. Zgodnie z wymogami rozporządzenia ministerstwa kobiety prosiły o osobną salę, która umożliwiłaby im naukę. Petycja została wysłana do Ministerstwa Wyznań i Oświaty. Pozytywnie nastawione Namiestnictwo wysłało zapytanie do władz uczelni. Akademia wystosowała odpowiedź:

Jeżeli współzawodnictwo w ogóle, bądź w pracach naukowych, bądź artystycznych, oddziaływa korzystnie na wynik pracy, to przyjęcie uczennic do Akademii Sztuk Pięknych w Krakowie mogłoby rzeczywiście obudzić w uczniach Akademii większą gorliwość w postępach i chęć odznaczenia się, — bo jeśli się zważy, że kobiety w ogóle jako uczennice odznaczają się zwykle wielką pilnością i pracowitością, to ten rys charakteru kobiet byłby jako wzór pożądanym dla uczniów.

W dalszej części listu zadeklarowano próbne przyjęcie kobiet na okres dwóch lat. Jednak nowa sytuacja pociągałaby za sobą dodatkowe koszty. Namiestnictwo poprosiło o przygotowanie kosztorysu. Nie wiadomo, co wydarzyło się dalej. Wiadomo, że kobiety piszące petycję nie osiągnęły zakładanego celu.
Dalszą naukę pobierała w Monachium w szkole prywatnej Simona Hollósy’ego, a potem w Paryżu w Académie Colarossi. Po powrocie do kraju uczęszczała na lekcje prywatne do Konrada Krzyżanowskiego w Warszawie.
W listopadzie 1908 roku otworzyła w Krakowie przy ówczesnej Szpitalnej 17/6 (gdzie wtedy mieszkała) Szkołę Sztuk Pięknych dla Kobiet Marii Niedzielskiej. Szkoła funkcjonowała przez 39 lat, aż do śmierci jej założycieli. Maria nigdy nie wyszła za mąż, nie miała też dzieci. Całą swoją energię wkładała we własną pracę twórczą i w edukację kobiet – funkcjonowanie szkoły.
Od 1917 należała do Związku Artystek Polskich oraz do Związku Zawodowego Artystów Plastyków. Zmarła 17 sierpnia 1947 roku. Pochowana na cmentarzu Rakowickim w Krakowie (kwatera JA-1-10). Na grobie zapisano: MARIA NIEDZIELSKA, ARTYSTKA MALARKA, SIOSTRA III ZAKONU NMP Z GÓRY KARMELU, ZMARŁA W KRAKOWIE, 17 VIII 1947 R.
Jej prace należą do kolekcji Muzeum Narodowego w Krakowie (Stary dworek w Tyńcu – olej, tektura, Brzoza w Tenczynku – olej, tektura, Widok Tyńca – olej, Wiśnicz – olej, Rynek w Lipnicy Murowanej – olej, tektura, Martwa natura – olej) oraz w MNK w Oddziale Czapskich (Drzewo z ulem – rysunek ołówkiem, 1909), a także w Muzeum Narodowym we Wrocławiu. Portret farmaceutki Marii Bobrzeckiej namalowany przez Marię Niedzielską można zobaczyć w Muzeum Farmacji Collegium Medicum Uniwersytetu Jagiellońskiego.

## Galeria

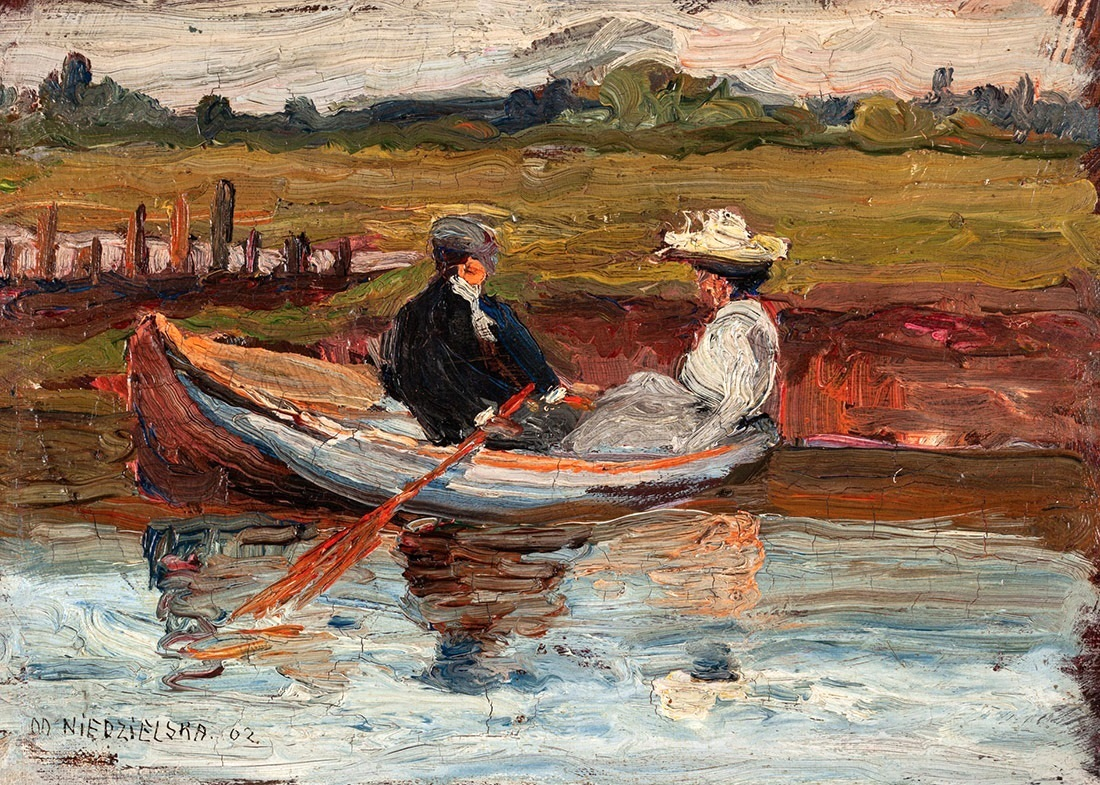
"Na Bugu" z 1902 r. Muzeum Narodowe we Wrocławiu
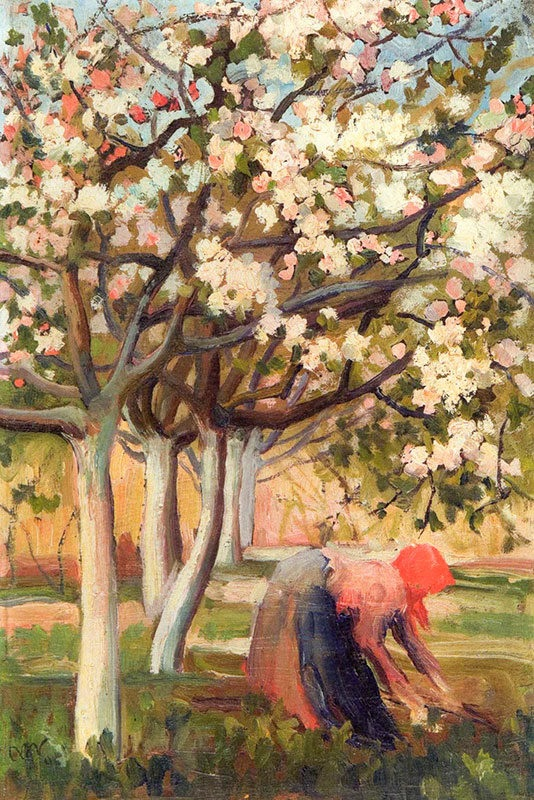
"Wiosna" z 1904 r. Muzeum Narodowe we Wrocławiu
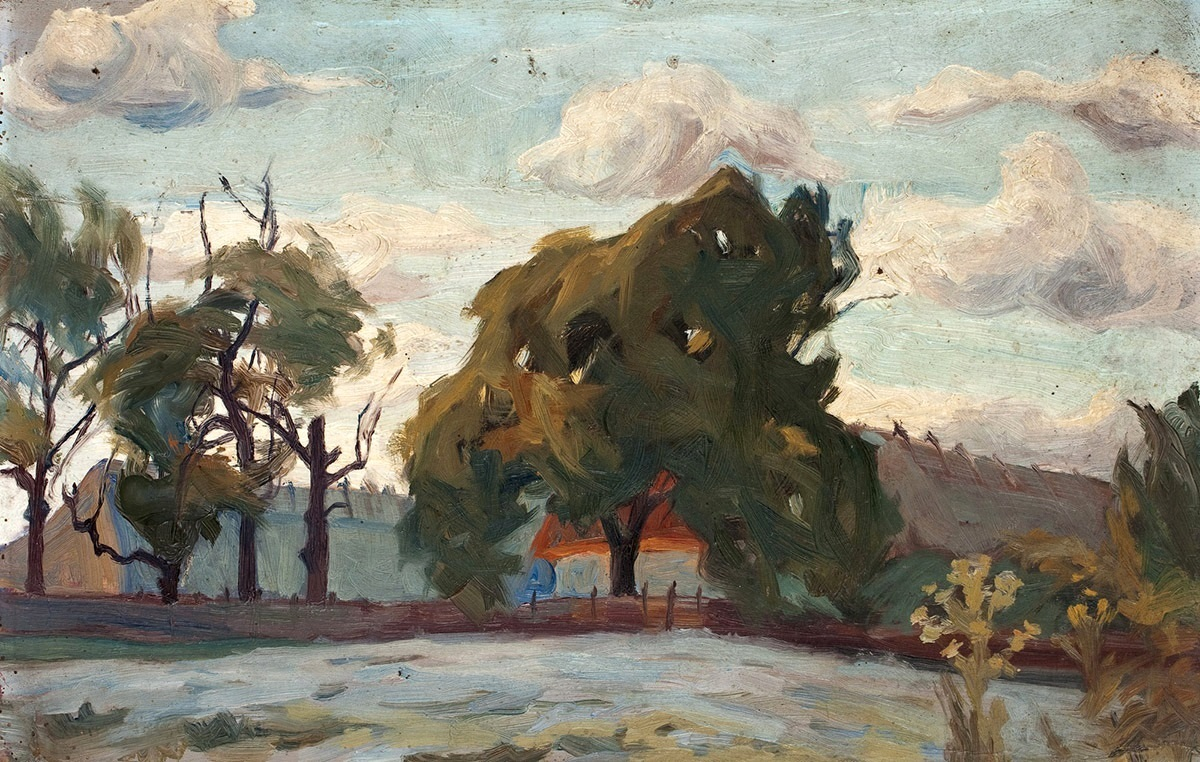
"Krajobraz wiejski z drzewami" z 1905 r. Muzeum Narodowe we Wrocławiu
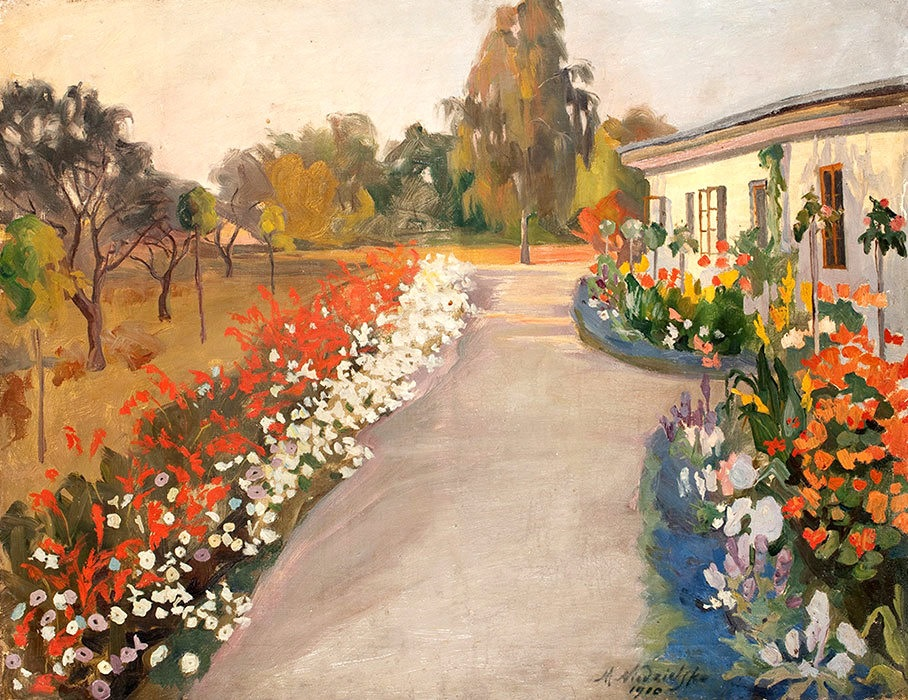
"Klomby kwiatowe przed dworem" z 1910 r. Muzeum Narodowe we Wrocławiu
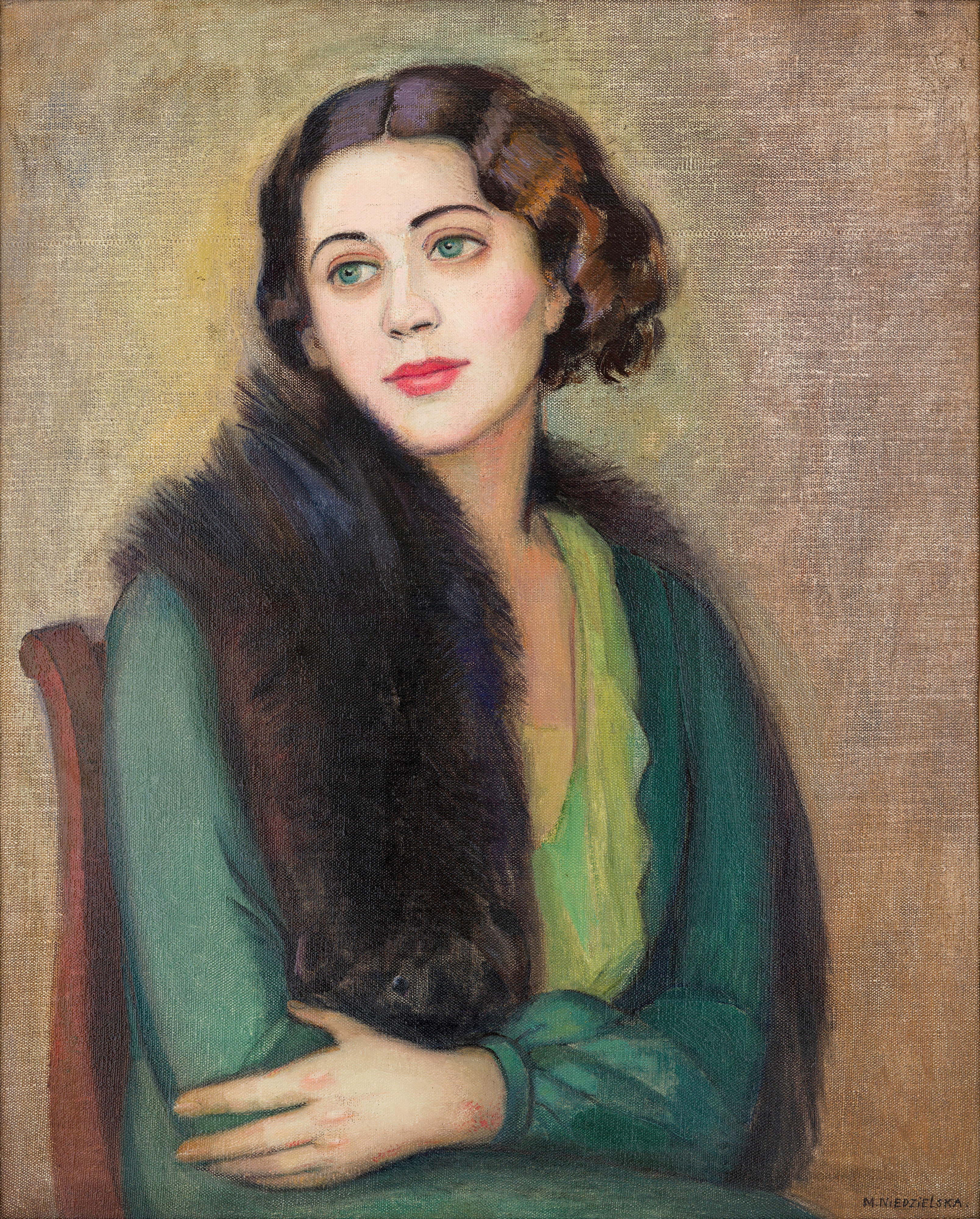
"Portret Marii Bobrzeckiej", Muzeum Farmacji Collegium Medicum Uniwersytetu Jagiellońskiego

## Wystawy
- 1894 – TZSP, Warszawa
- 1900 – TPSP, Kraków
- 1902 –  TZSP, Salon, Warszawa
- 1903 –  TZSP, Salon, Warszawa
- 1904 –  TZSP, Salon, Warszawa
- V 1905 – Wystawa Nieustająca, TPSP, Kraków
- VI 1905 – Wystawa Nieustająca, TPSP, Kraków
- VII 1905 – Wystawa Nieustająca, TPSP, Kraków
- VIII 1905 – Wystawa Nieustająca, TPSP, Kraków
- II 1906 – TPSP, Kraków
- VI 1906 – TPSP, Kraków
- V 1906 – TPSP, Kraków
- VI 1906 – TPSP, Kraków
- od 30 IX do 30 XI 1906 – Salon, Wystawa Stowarzyszenia Artystów Polskich, TPSP, Kraków
- II 1907 – TPSP, Kraków
- II – III 1907 – TPSP, Kraków
- 1908/1909 – Wystawa Nieustająca, TZSP, Warszawa[7]
- XI 1909 – TPSP, Kraków
- 1909–1910 – TPSP, Kraków
- 1910 – Powszechna wystawa sztuki polskiej, Lwów
- 1912 – Poznań[8]
- X 1916 – TPSP, Kraków
- 1917 – TPSP, za Związkiem Artystek Polskich, Lwów[9]
- 1920 – TPSP, IV Wystawa Sztuki, Związek Artystek Polskich, Lwów[10]
- 1920 – TPSP, Kraków
- 1922/1923 –  TPSP, Salon Doroczny, Kraków
- 1925 – TPSP, Salon Letni, Związek Artystek Polskich, Lwów[11]
- 1925 V – wystawa indywidualna, Salon Czesława Garlińskiego, Warszawa[12]
- V – VI 1927 – III Wystawa Niezależnych, gmach Towarzystwa Rolniczego, Kraków[13]
- XI 1927 – X-lecie Związku Artystek Polskich, Lwów
- 1928 – TPSP, Kraków
- VI 1931 – Wystawa sztuki religijnej, Katowice[14]
- od 5 X 1931 – Wystawa krakowskich artystek malarek, sala Towarzystwa Rolniczego, Kraków[15]
- 1931 – TPSP, ze Związkiem Artystek Polskich, Lwów[16][17]
- 1938 –  siedziba ZZPAP, Kraków